# مشروع حماية الطفل
مشروع حماية الطفل (مشروع الطفولة الآمنة) هي مبادرة أطلقتها وزارة العدل عام 2006 تهدف لمكافحة انتشار جرائم الاستغلال الجنسي التي تيسرها التكنولوجيا ضدالأطفال. وتُنسق جهود ذلك المشروع من قبل مختلف الوكالات والمنظمات الفيدرالية والوطنية والمحلية لحماية الأطفال من خلال التحقيق وملاحقة المتحرشين الجنسيين عبرالإنترنت.
ومن شركاء مشروع الطفولة الآمنة: جرائم الإنترنت ضد الأطفال(ICAC)، الفيدرالية، خدمة التفتيش البريدية الأمريكية، إنفاذ الهجرة والجمارك، خدمة المارشال الأمريكية، المركز الوطني للأطفال المفقودين والمستغلين، ومسؤولي إنفاذ القانون على مستوى الولاية والمحليين في كل منطقة من وكالات المدعي العام في الولايات المتحدة.